# Inga semiglabra
Inga semiglabra är en ärtväxtart som beskrevs av Henri François Pittier. Inga semiglabra ingår i släktet Inga och familjen ärtväxter. Inga underarter finns listade i Catalogue of Life.